# Rails (杂志)
《铁路》（英语：Rails）是新西兰出版的一已停刊的英文铁路类杂志，主要内容为新西兰的轨道交通系统，每月出版一期。1971年8月创刊，2003年12月出版最后一期。出版单位1971年8月创刊时称“铁路出版有限公司（英文原名：Rails Publishing Ltd）”，出版单位后于1972年更名为“南方出版社（英文原名：Southern Press）”并沿用至该杂志2003年12月出版最后一期。

## 主要负责人
该杂志出版单位由鲍勃·斯托特（Bob Stott）和罗宾·布罗姆比（Robin Bromby）共同拥有。其中鲍勃·斯托特（Bob Stott）为主编，且主要工作在于编辑。罗宾·布罗姆比（Robin Bromby）为副主编，主管商业活动。鲍勃·斯托特（Bob Stott）从创刊到停刊一直是该杂志主编。罗宾·布罗姆比（Robin Bromby）自1971年至1975年担任该杂志副主编，后该杂志改由鲍勃·斯托特（Bob Stott） 和简·斯托特（Jan Stott）共同持有。

## 历史
该杂志于1971年8月创刊。该杂志存续期间横跨新西兰铁道部后期、国营新西兰铁路公司时期、新西兰铁路有限公司时期（后于1993年私有化，并于1995年更名为“泛新西兰铁路”）及2003年拓领收购泛新西兰铁路。
该杂志最初由马斯特顿印刷公司（英文原名：Masterton Printing Company）负责印刷。1973年，罗宾·布罗姆比（Robin Bromby）建立但尼丁办公室，印刷工作转由协和出版社负责。
1973年是该杂志运营状况不好的时期，合伙人计划通过停刊止损。此时的新西兰铁道部希望杂志能够继续运营，新西兰铁道部通过向该杂志投放定期广告的方式支持该杂志，这笔收入使得该杂志能够度过难关。此时的鲍勃·斯托特（Bob Stott）和罗宾·布罗姆比（Robin Bromby）还通过出版铁路书籍增加收入，以维持该杂志运营所需资金，这一辅助业务使公司状况得以好转。
该杂志出版期间，该杂志常作为权威来源被其他新闻媒体引用。 2003年12月，该杂志出版最后一期。在该杂志停刊后，鲍勃·斯托特（Bob Stott）仍在继续研究铁路行业，并且多次在从前该杂志的主要竞争对手处发表文章。